# Délai de congé
En droit québécois, le délai de congé est un préavis qui permet à un employé de se trouver un autre emploi lorsqu'on lui annonce la terminaison de son contrat de travail. 
En vertu de l'article 2091 (2) du Code civil du Québec, le délai de congé d'un contrat de travail à durée indéterminée doit être raisonnable. La période de préavis n'est pas fixe, elle change selon les circonstances. Dans l'arrêt Standard Broadcasting Corp. c. Stewart, le juge Baudouin précise les critères applicables à la durée du préavis. De manière corrélative, un salarié qui démissionne doit lui aussi le faire en respectant l'obligation quant à l'avis de congé.  
L'art. 2092 C.c.Q. prévoit également que « Le salarié ne peut renoncer au droit qu’il a d’obtenir une indemnité en réparation du préjudice qu’il subit, lorsque le délai de congé est insuffisant ou que la résiliation est faite de manière abusive ». 
D'après l'arrêt Isidore Garon ltée c. Tremblay de la Cour suprême, lorsque les travailleurs sont syndiqués, les  dispositions de la convention collective surclassent et annulent les dispositions incompatibles de droit civil, y compris les articles 2091-2092 C.c.Q.. Cela signifie que si la convention collective est silencieuse en matière de délai de congé, le délai de congé n'a pas à être raisonnable. 
Par contre, même si la convention collective est muette à ce sujet, le salarié peut avoir un recours en vertu de la Loi sur les normes du travail. Il peut déposer une plainte à la Commission des normes, de l'équité, de la santé et de la sécurité du travail en vertu de l'article 82 et des articles 98 à 121 de la loi, à condition de rencontrer les conditions de l'art. 82.1 LNT, dont l'exigence de trois mois de service continu. D'après l'art. 83 LNT, si l'employeur n'a pas donné l'avis nécessaire à l'art. 82 LNT, il doit payer au salarié une indemnité compensatrice équivalente au salaire habituel, sans tenir compte des heures supplémentaires, pour une période égale à celle de la durée ou de la durée résiduaire de l’avis auquel il avait droit.